# 长治市第二中学
长治市第二中学，简称长治二中，是山西省长治市教育局所属的一所全日制中学，也是山西省首批重点中学。学校南侧为上党门，是全国重点文物保护单位。

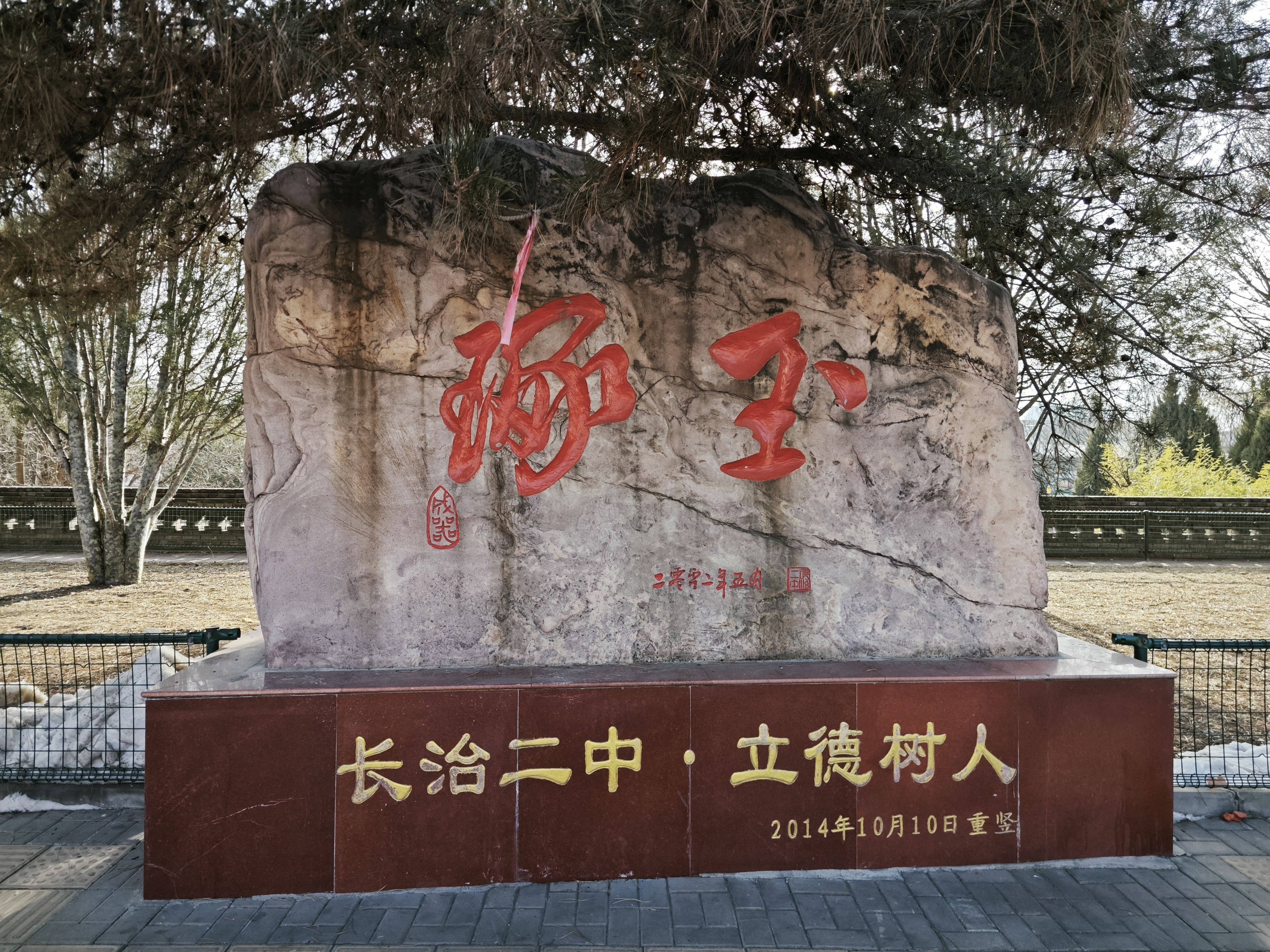
长治二中校门对面，琢玉石

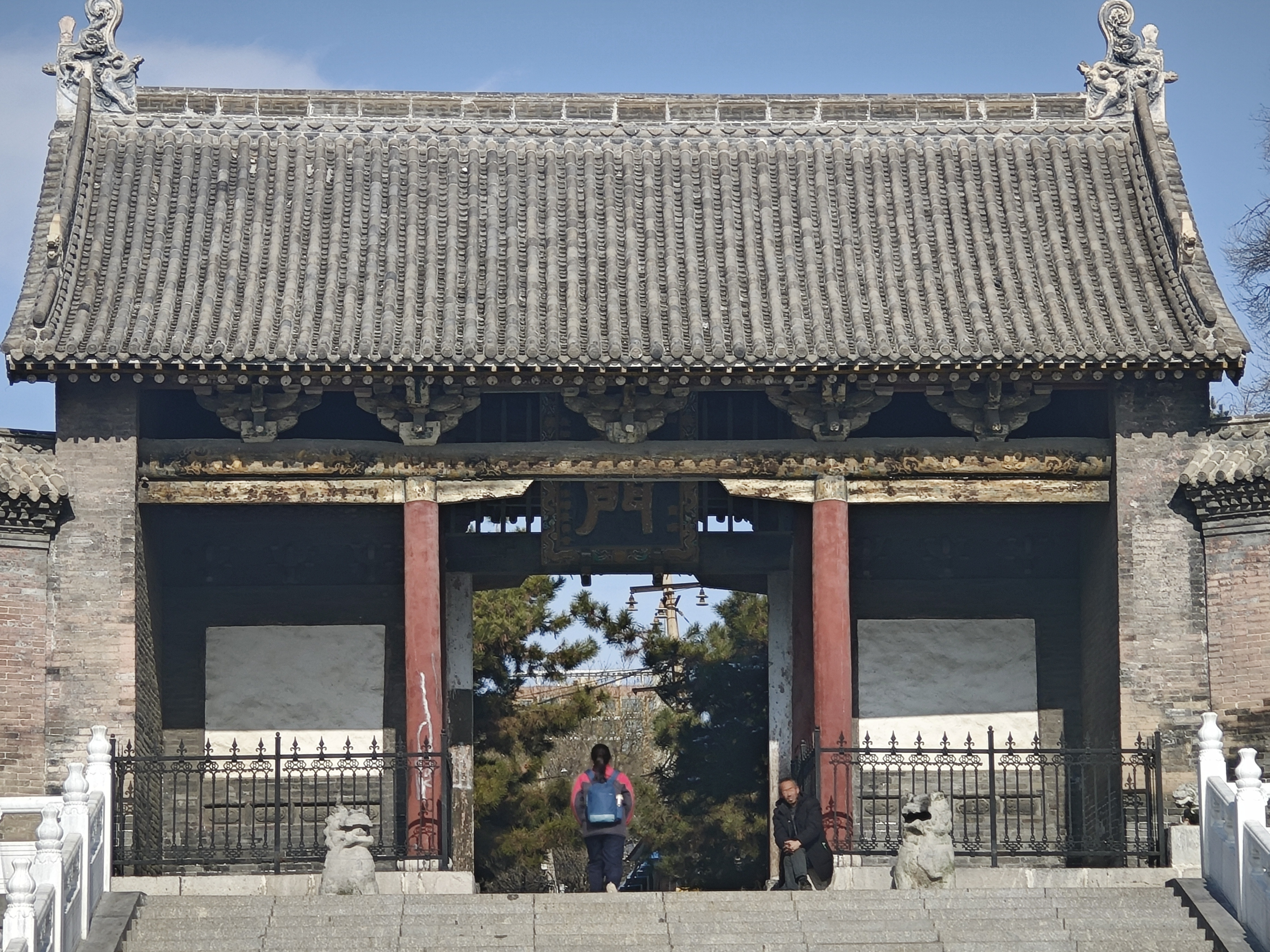
上党门，位于长治二中南侧

## 历史
长治市第二中学，其前身是1904年在原潞安府贡院旧址上成立的潞安中学堂。1913年，更名为山西省立第四中学。后1939年7月，日军攻入长治，学校停办。
1952年，长治二中再建。1962年进入山西省重点中学行列，2004年被省教育厅评为山西省示范高中。

## 学校规模与学校设施
长治二中目前仅有一个校区，位于府后西街25号。校园整体呈狭长形，进入南侧校门后为假山，假山北侧即为教学楼。教学楼西侧有一栋三层楼高的科技楼。在教学楼北侧为三栋宿舍楼。操场位于校园最北侧。
南侧校门左右各有标语，左侧为“面向全体全面发展”，右侧为“培养个性提高素质”。

## 校训·办学宗旨
- 校训：厚德 博学 弘毅 笃行
- 办学宗旨：文理兼通、特长显著

## 杰出校友
- 谌阳平[註 1]（2021年度亚太物理学会联合会-亚太理论物理中心“杨振宁奖”获得者[3]）